# Huijbergen
Huijbergen ist ein Ort in der Gemeinde Woensdrecht, Provinz Noord-Brabant, in den Niederlanden. 2020 hatte der Ort 2100 Einwohner und war bis zur Schaffung der Gemeinde Woensdrecht 1997 eine eigenständige Gemeinde. Der Ort liegt 9 km südlich von Bergen op Zoom und 24 km nördlich der belgischen Großstadt Antwerpen.
Der östliche und kleinere Teil der Vliegbasis Woensdrecht, eines Militärflugplatzes der niederländischen Luftstreitkräfte, liegt in der Gemarkung des Ortes.